# Santianes (Gijón)
Santianes es una casería que pertenece a la parroquia de Serín en el concejo de Gijón (Principado de Asturias). Se encuentra a 110 m s. n. m. y está situada a 12,90 km de la capital del concejo, Gijón.

## Población
En 2020 contaba con una población de 10 habitantes (INE 2020) repartidos en 5 viviendas.